# If You See Her, Say Hello
If You See Her, Say Hello – piosenka skomponowana przez Boba Dylana, nagrana przez niego we wrześniu oraz grudniu 1974 r., wydana na albumie Blood on the Tracks w styczniu 1975 r.

## Historia i charakter utworu
Sesje do albumu dały w efekcie trzy różne główne wersje piosenki "If You See Her, Say Hello". Na pierwszej sesji wieczorem w dniu 16 września towarzyszył Dylanowi zespół Eric Weissberg's Deliverance. Zapewne z powodu tego, iż prawdopodobnie guziki Dylana uderzały w gitarę – co jest wyraźnie słyszalne – wersja ta została wydana na albumie The Bootleg Series Volumes 1–3 (Rare & Unreleased) 1961–1991. Minimalistyczna wersja druga, nagrana 19 września, została wydana na próbnie wytłoczonym albumie. Ponieważ nie zadowoliła artysty, 30 grudnia odbyła się kolejna sesja z zespołem zwerbowanym przez brata Dylana. Ostatecznie ta wersja ukazała się na albumie Blood on the Tracks.
Jest to być może najbardziej bolesna piosenka z całej płyty. Dylan ukrywa prawdziwy stan swoich emocji pod pozornie chłodnym wykonaniem utworu. Nie może jednak uciec od wspomnień związanych z kobietą, którą nadal kocha; stąd równoczesny patos i intymność w śpiewie artysty, chociaż sposób zaaranżowania piosenki i użycie np. mandoliny powoduje także wrażenie pewnej nonszalancji.
Pierwsze koncertowe wykonania tej piosenki pod każdym względem ustępowały wersji albumowej. Po półtorarocznym okresie, gdy wiosną 1976 r. zaczął wykonywać ten utwór w czasie Rolling Thunder Revue – była to już inna piosenka. Dylan zmienił pewne partie tekstu i teraz była to piosenka o mężczyźnie nawiedzonym przez kobietę. Dylan śpiewał ją dla nowego kochanka jego byłej ukochanej kobiety. Ponownie artysta powrócił do wykonywania tego utworu na koncertach dopiero w latach 90. XX wieku.

## Muzycy
Sesja 1
- Bob Dylan – wokal, gitara
- Eric Weissberg – gitara
- Charles Brown III – gitara
- Barry Kornfeld – gitara
- Richard Crooks – perkusja
- Tony Brown – gitara basowa
- Thomas McFaul – instrumenty klawiszowe

Sesja 4 z 19 września
- Bob Dylan – wokal, gitara
- Tony Brown – gitara basowa

Sesja 7 z 30 grudnia
- Bob Dylan – wokal, gitara
- Ken Odegard – gitara
- Chris Weber – gitara
- Bill Peterson – gitara basowa
- Greg Imhofer – organy
- Bill Berg – perkusja

## Dyskografia
Singel
- Strona B singla "Tangled Up in Blue"

Albumy
- Blood on the Tracks – próbne tłoczenie,  listopad 1974 (tu znalazła się wersja piosenki z sesji 4 z 19 września).
- The Bootleg Series Volumes 1–3 (Rare & Unreleased) 1961–1991 – tu znalazła się wersja z sesji 2 z 17 września
- Blood on the Tracks (1975) – tu znalazła się wersja z sesji 6 z 30 grudnia
- Pure Dylan – An Intimate Look at Bob Dylan (2011) – tu znalazła się wersja z sesji 6 z 30 grudnia

## Wykonania piosenki przez innych artystów
- Francesco De Gregori – Masked and Anonymous (2003)
- Annie McLoone – Fast Annie (1976)
- Sean McGuiness – The New Look Back Basement Tape (1987)
- Ethel Mertz Experience – The Times They Are a-Changin'  (1992)
- Klaudia and Rico/Flying Helmets – At the Same Place Twice in Life (1996)
- The Zimmermen – After the Ambulances Go (1998)
- Ross Wilson – The Woodstock Sessions: Songs of Bob Dylan (2000)
- Rich Lerner and the Groove – Cover Down (2000)
- Mary Lee's Corvette – Blood on the Tracks (2002)
- Jeff Buckley – Live at Sin-é (2003)

## Listy przebojów
| Rok       | Singel               | Lista              | Pozycja |
| --------- | -------------------- | ------------------ | ------- |
| Luty 1975 | "Tangled Up in Blue" | Billboard. Hot 100 | 31      |